# Fratelli Mitchell
I Mitchell Brothers erano i fratelli James Lloyd Mitchell, detto Jim (Stockton, 30 novembre 1943 – Petaluma, 12 luglio 2007), e Artie Jay Mitchell (Lodi, 17 dicembre 1945 – Contea di Marin, 27 febbraio 1991). Furono pionieri nel campo della pornografia e dei locali di striptease a San Francisco e in altre zone della California dal 1969 al 1991, quando Jim venne arrestato per aver accidentalmente ucciso Artie.

## Biografia

### Carriera
Nel 1969 i due fratelli aprirono il celebre O'Farrell Theatre, uno dei primi cinema a luci rosse, e successivamente furono proprietari di altri undici locali simili; produssero e diressero molti film pornografici, incluso Dietro la porta verde (1972), pellicola che, insieme a Gola profonda, uscito lo stesso anno, diede inizio alla "Golden Age of Porn", l'età d'oro del cinema hard statunitense. Divennero celebri anche per aver vinto numerose cause legali a loro intentate all'epoca per oscenità. La notorietà dei Mitchell crebbe enormemente dopo l'omicidio di Artie da parte di Jim; e la loro storia fu oggetto di tre libri: X-Rated, Bottom Feeders, e 9½ Years Behind the Mitchell Brothers' Green Door, e di un film: Rated X - La vera storia dei re del porno americano.

### Omicidio di Artie e processo
La sera del 27 febbraio 1991, Jim, in risposta alla richiesta da parte di parenti e amici di "fare qualcosa" circa le dipendenze da alcol e droga di Artie, si recò al suo appartamento armato di un fucile calibro 22 ereditato dal padre e accidentalmente sparò al fratello. La ballerina dell'O'Farrell Julie Bajo, all'epoca fidanzata di Artie, chiamò immediatamente il 911 e la polizia arrestò Jim pochi minuti dopo. Marilyn Chambers parlò al funerale di Artie, e successivamente la salma venne sepolta nel cimitero di Lodi in California.
Dopo un processo molto pubblicizzato dai mass media nel quale Jim venne difeso dall'avvocato Michael Kennedy (suo amico personale), il giudice lo ritenne colpevole di omicidio colposo. Prima che venisse emessa la sentenza, numerose personalità parlarono in favore di Jim Mitchell (chiedendo la clemenza della corte), inclusi l'ex sindaco di San Francisco Frank Jordan, lo sceriffo Michael Hennessey, e l'ex capo della polizia Richard Hongisto. Mitchell fu condannato a 6 anni di prigione.